# Marolterode
Marolterode is een gemeente in de Duitse deelstaat Thüringen, en maakt deel uit van de Unstrut-Hainich-Kreis.
Marolterode telt 315 inwoners.
Anrode · Bad Langensalza · Bad Tennstedt · Ballhausen · Blankenburg · Bothenheilingen · Bruchstedt · Dünwald · Großvargula · Haussömmern · Herbsleben · Heroldishausen · Hornsömmern · Issersheilingen · Kammerforst · Kirchheilingen · Kleinwelsbach · Körner · Kutzleben · Marolterode · Menteroda · Mittelsömmern · Mühlhausen/Thüringen · Neunheilingen · Obermehler · Oppershausen · Rodeberg · Schlotheim · Schönstedt · Sundhausen · Tottleben · Unstruttal · Unstrut-Hainich · Urleben · Vogtei